# 국제 개발 협회

국제개발협회(國際開發協會, International Development Association. IDA)는 개도국의 경제개발을 돕기 위해 설립된 국제금융기관이다. 국제투자보증기구(MIGA)와 함께 구조조정을 지원하는 IBRD의 3대 산하기구중 하나이다. IBRD의 자매기구로서 저소득 국가에 대한 경제개발과 생산성 향상을 돕기 위해 1960년 9월에 설립되었다. 세계은행이라고도 부르는 IBRD보다 좀더 좋은 조건으로 융자해주기 위한 것인데 회원국이 되려면 먼저 세계은행에 가입해야 하며 임원진도 세계은행의 임원이 겸임한다. 재원은 부유한 회원국들의 기부금과 세계은행의 수익금을 전환하여 충당하며 본부는 미국 워싱턴에 있다. 융자대상국은 1인당 GNP 940달러 이하의 개도국으로 인도, 방글라데시, 파키스탄, 이집트, 인도네시아 등이 수혜하고 있다. 상환기간은 50년으로 10년 거치 후, 다음 10년간은 매년 원금의 1퍼센트, 나머지 30년간은 3퍼센트씩 갚으며, 무이자에 매년 0.75퍼센트의 수수료만 물면 된다. 또한 차입국 국제수지에 미치는 영향을 고려하여 차입국 통화로 상환할 수도 있다. 대한민국은 1961년에 가입하였다.

## 융자 조건
- 융자 대상국 : 저소득 개발도상국 (1인당 국민총소득 USD 1,165 이하)

|              | 일반 융자                      | 혼합 융자                                                                 |
| ------------ | ------------------------------ | ------------------------------------------------------------------------- |
| 대상국       | IDA 가맹국                     | IBRD 지원대상국 혹은 2년 연속 1인당 국민총소득 기준을 초과하는 IDA 가맹국 |
| 금리         | 2.0%(11~202년) / 4.0%(21~40년) | 3.3%(6~15년) / 6.7%(16~25년)                                              |
| 상환기간     | 40년                           | 25년                                                                      |
| 거치기간     | 10년                           | 5년                                                                       |
| 약정수수료   | 추후확정                       | 추후확정                                                                  |
| 서비스수수료 | 0.75%                          | 0.75%                                                                     |

## 같이 보기
- 브레턴우즈 체제
- 유엔 개발 계획